# Кастриньяно-де-Гречі
Кастриньяно-де-Гречі, Кастриньяно-де'-Ґречі (італ. Castrignano de' Greci, сиц. Cascignanu) — муніципалітет в Італії, у регіоні Апулія, провінція Лечче.
Кастриньяно-де-Гречі розташоване на відстані близько 530 км на схід від Рима, 160 км на південний схід від Барі, 21 км на південний схід від Лечче.
Населення — 3932 особи (2014).
Покровитель — Sant'Antonio.

## Демографія
Населення за роками:

Станом на 1 січня 2023 року в муніципалітеті офіційно проживало 90 іноземців з 25 країн, серед них 19 громадян країн Євросоюзу.

## Сусідні муніципалітети
- Баньоло-дель-Саленто
- Канноле
- Карпіньяно-Салентино
- Корильяно-д'Отранто
- Курсі
- Мартано
- Мельпіньяно